# NGC 3226
NGC 3226 este o galaxie eliptică situată în constelația Leul. A fost descoperită în 15 februarie 1784 de către William Herschel. Se află la o distanță de 23,55 de megaparseci de Pământ.